# Гай Фабий Дорсон Лицин
Гай Фабий Дорсон Лицин (на латински: Gaius Fabius Dorso Licinus) e политик на Римската република.
Произлиза от фамилията Фабии. Вероятно е внук на Марк Фабий Дорсуон (консул 345 пр.н.е.) и баща на Марк Фабий Лицин (консул 246 пр.н.е.).
През 273 пр.н.е. той е консул с Гай Клавдий Канина. През 273 пр.н.е. са основани колониите Коза и Паестум; освен това идват птолемейски посланици в Рим, за да сключат приятелство (amicitia).